# Ixora gyropogon
Ixora gyropogon är en måreväxtart som beskrevs av Cornelis Eliza Bertus Bremekamp. Ixora gyropogon ingår i släktet Ixora och familjen måreväxter. Inga underarter finns listade i Catalogue of Life.